# 城西街道 (开封市)
城西街道，是中华人民共和国河南省開封市龙亭区下辖的一个乡镇级行政单位。

## 行政区划
城西街道下辖以下地区：
汉兴路社区、汉中社区、翠园社区、新西门社区、康乐社区、宋城路社区、丽景社区和晋安社区。